# Republika obeh narodov
Republika obeh narodov (poljsko Rzeczpospolita Obojga Narodów, litovsko Žečpospolita, Abiejų Tautų Respublika, belorusko Рэчпаспалiта Абодвух Народаў, latinizirano: Rečpaspalita Abodvuch Narodaŭ) je bila zvezna država, ki je združevala Kraljevino Poljsko in Veliko litovsko kneževino na območju današnje Belorusije, Litve, Poljske, večine Ukrajine ter deloma Latvije in zahodne Rusije. Obstajala je med letoma 1569 (Lublinska unija) in 1795 (tretja delitev Poljske).
Zvezna republika se je razvila iz personalne unije Kraljevine Poljske in Velike litovske kneževine, ki je bila obveljala že dve stoletji prej, leta 1386. Republika je bila ena največjih, najmogočnejših in najbolj obljudenih držav tedanje Evrope. Dobri dve stoletji je uspešno vodila vojne z Tevtonskim viteškim redom, Rusijo, osmansko državo in Švedsko.
Politično ureditev Republike obeh narodov, ki so jo včasih imenovali demokracija žlahte ali zlata svoboda, so odlikovale značilno omejene pristojnosti kralja – velikega kneza in široke pristojnosti parlamenta, imenovanega Sejem (poljsko Sejm, litovsko Seimas, belorusko Sojm) ter dokaj razvita lokalna samouprava. Položaj kralja - velikega kneza ni bil deden, temveč so kandidate zanj volili na polsplošnih volitvah (volilno pravico je imela okoli četrtina prebivalstva). Sejem je imel celo pravico odpoklicati monarha s položaja in jo je tudi nekajkrat uspešno uporabil. V času med smrtjo ali odpustitvijo vladarja in volitvami novega so oblast v državi prevzemali lokalni samoupravni sveti, t. i. sodišča kapuc, ki se jih je lahko udeležil vsakdo, ne glede na svoj socialni status. Člani teh svetov so si morali nadeti na glave kapuce, da bi njihov status in vplivnost ostali neznani - s tem naj bi bila zagotovljena enakopravnost vseh članov.
Politična ureditev Republike obeh narodov je bila zametek sodobnih idej širše demokracije, ustavne monarhije in federativnosti.
Državi, ki sta sestavljali zvezo, sta bili formalno popolnoma enakopravni, čeprav je dejansko dominanten položaj, predvsem zaradi večjega gospodarskega potenciala in večjega števila prebivalcev, imela Kraljevina Poljska.
Republika obeh narodov se je vpisala v zgodovino z drugo najstarejšo ustavo na svetu (»Ustava tretjega maja« 1791) in, kljub privilegiranemu položaju katoliške cerkve, dosledni verski strpnosti, ki je bila v tedanji Evropi prej izjema kot načelo. Prav zaradi nje so se na območju Republike naseljevali pripadniki verskih skupnosti, ki so bile drugod po Evropi preganjane, med drugim Judi, ruski staroverci, Karaimi, češki husiti in nizozemski menoniti.
Prvo stoletje obstoja Republike je bilo zlato obdobje za oba dela federacije. Drugo stoletje so zaznamovale izgubljene vojne in čedalje večja anarhija v političnem življenju.
Republika obeh narodov je prenehala obstajati leta 1795, ko so jo tretjič v dvaindvajsetih letih istočasno napadle Habsburška monarhija, Rusija in Prusija, jo dokončno premagale in razdelile medse njeno ozemlje.